# Аупильдек
Аупильдек (каз. Әупілдек) — озеро в Жамбылском районе Северо-Казахстанской области Казахстана. Находится в 6 км к северо-востоку от села Октябрь.
По данным топографической съёмки 1944 года, площадь поверхности озера составляет 1,59 км². Наибольшая длина озера — 2,5 км, наибольшая ширина — 1 км. Длина береговой линии составляет 6,2 км, развитие береговой линии — 1,38. Озеро расположено на высоте 152,7 м над уровнем моря.